# Rijnvoetbalkampioenschap (Zuid-Duitsland)
Het Rijnvoetbalkampioenschap was een van de regionale voetbalcompetities van de Zuid-Duitse voetbalbond, die bestond van 1907 tot 1927. Bij de West-Duitse voetbalbond bestond er vanaf 1921 een gelijknamige competitie.

## Geschiedenis
Aanvankelijk heette de competitie Westkreisliga. Deze werd gespeelde tot 1919. Het laatste seizoen 1918/19 werd niet voltooid. Hierna werden de vier vooroorlogse competities door tien nieuwe Kreisliga's vervangen. De clubs uit het Saargebied, kregen een eigen competitie en verder was er de Kreisliga Pfalz en Kreisliga Odenwald, die als twee zelfstandige competities bestonden en waarvan de kampioenen zich plaatsten voor de eindronde. In 1921 werden deze samengezet in de Bezirskliga Rhein, al bleven de competities nog twee jaar langs elkaar bestaan, wel werd er voor de algemene titel gestreden. Van 1923 tot 1927 was er slechts één reeks en speelden alle clubs dus samen. In 1927 werd de competitie opnieuw geherstructureerd. De vijf Bezirksliga’s werden vervangen door vier nieuwe Bezirksliga’s, echter wel met telkens twee reeksen. Voor de clubs uit de Rijncompetitie veranderde er weinig. De competitie bleef tot 1933 voorbestaan, zij het onder de noemer Bezirksliga Rhein-Saar die twee groepen had, een groep Rijn en een groep Saar. Beide reeksen mochten meerdere clubs naar de eindronde afvaardigen en er was geen wedstrijd meer om de algemene titel.
Voor de oorlog werd Phönix Mannheim vicekampioen in 1912. Na de oorlog werden Pfalz en Phönix Ludwigshafen in 1920 en 1921 Zuid-Duits vicekampioen. VfR Mannheim slaagde er in 1925 ook nog in om Zuid-Duits kampioen te worden. Hierna werden de clubs steeds meer overklast door de clubs uit andere competities en streden ze enkel nog mee voor de ereplaatsen.

## Erelijst
Vetgedrukt clubs die algemeen kampioen werden. 
| Jaar | Kampioen                 | Competitie    |
| ---- | ------------------------ | ------------- |
| 1908 | FC Pfalz 03 Ludwigshafen | Westkreisliga |
| 1909 | FC 1900 Kaiserslautern   | Westkreisliga |
| 1910 | Mannheimer FG 1896       | Westkreisliga |
| 1911 | Mannheimer FG 1896       | Westkreisliga |
| 1912 | Mannheimer FC Phönix 02  | Westkreisliga |
| 1913 | VfR Mannheim             | Westkreisliga |
| 1914 | VfR Mannheim             | Westkreisliga |
| 1916 | FC Pfalz 03 Ludwigshafen | Westkreisliga |
| 1917 | FC Pfalz 03 Ludwigshafen | Westkreisliga |
| 1918 | Mannheimer FC Phönix 02  | Westkreisliga |
| 1920 | TuSV Waldhof 07          | Odenwald      |
| 1920 | Ludwigshafener FC Pfalz  | Palts         |
| 1921 | SpTV Waldhof 1877        | Odenwald      |
| 1921 | FC Phönix Ludwigshafen   | Palts         |
| 1922 | VfR Mannheim             | Odenwald      |
| 1922 | FC Phönix Ludwigshafen   | Palts         |
| 1923 | FC Phönix Mannheim       | Odenwald      |
| 1923 | FC Phönix Ludwigshafen   | Palts         |
| 1924 | SpTV Waldhof 1877        | Rijn          |
| 1925 | VfR Mannheim             | Rijn          |
| 1926 | VfR Mannheim             | Rijn          |
| 1927 | VfL 1884 Neckarau        | Rijn          |

## Seizoenen eerste klasse
Van de seizoenen 1915-1919 zijn niet alle uitslagen bekend, sowieso waren dit geen officiële kampioenschappen. 
| Club                          | /15 | Seizoenen (1907-1914, 1919-1927) |
| ----------------------------- | --- | -------------------------------- |
| FC Pfalz 03 Ludwigshafen      | 13  | 1907-1914, 1919-1925             |
| Ludwigshafener FG 03          | 13  | 1908-1914, 1919-1924, 1925-1927  |
| FC Phönix 04 Ludwigshafen     | 11  | 1911-1914, 1919-1927             |
| Mannheimer FC Phönix          | 11  | 1909-1914, 1919-1924, 1926-1927  |
| VfR Mannheim                  | 11  | 1911-1914, 1919-1927             |
| FV 1900 Kaiserslautern        | 8   | 1909-1914, 1920-1923             |
| FC 03 Pirmasens               | 7   | 1920-1927                        |
| SC Germania Ludwigshafen      | 7   | 1908-1912, 1919-1922             |
| SV Darmstadt 98               | 7   | 1919-1923, 1924-1927             |
| VfL Neckarau                  | 7   | 1919-1923, 1924-1927             |
| VfTuR Feudenheim              | 6   | 1919-1925                        |
| SpVgg 03 Sandhofen            | 4   | 1919-1922, 1926-1927             |
| SV Waldhof 07                 | 4   | 1919-1920, 1924-1927             |
| SpTV 1877 Waldhof             | 4   | 1920-1924                        |
| FK Olympia 1898 Darmstadt     | 4   | 1909-1913                        |
| FV 1900/02 Frankenthal        | 4   | 1919-1923                        |
| FV 1919 Speyer                | 3   | 1920-1922, 1926-1927             |
| Mannheimer FC Lindenhof 08    | 3   | 1921-1923, 1925-1926             |
| SC Käfertal                   | 3   | 1919-1922                        |
| VfR Kaiserslautern            | 3   | 1920-1923                        |
| SpVgg 07 Mannheim             | 3   | 1920-1923                        |
| Borussia VfB Neunkirchen      | 2   | 1912-1914                        |
| VfB Heidelberg                | 2   | 1919-1920, 1921-1922             |
| FC Arminia Rheingönheim       | 2   | 1919-1920, 1921-1922             |
| FVgg 1898 Schwetzingen        | 2   | 1920-1922                        |
| Mannheimer FG 1896            | 2   | 1909-1911                        |
| FC Viktoria Mannheim 1897     | 2   | 1909-1911                        |
| Mannheimer VfB Union          | 2   | 1909-1911                        |
| FC Palatia Kaiserslautern     | 2   | 1907-1909                        |
| FC 1900 Kaiserslautern        | 2   | 1907-1909                        |
| FC Bavaria Kaiserslautern     | 2   | 1907-1909                        |
| FC Revidia Ludwigshafen       | 2   | 1907-1909                        |
| SK 05 Pirmasens               | 2   | 1920-1922                        |
| VfB Zweibrücken               | 2   | 1921-1923                        |
| FC Germania 03 Friedrichsfeld | 1   | 1921-1922                        |
| SpVgg Metz                    | 1   | 1913-1914                        |
| FC Viktoria 01 Aschaffenburg  | 1   | 1919-1920                        |
| FC Alemannia Worms            | 1   | 1919-1920                        |
| FV Wormatia Worms             | 1   | 1919-1920                        |
| FC Viktoria 09 St. Ingbert    | 1   | 1921-1922                        |
| FV 1863 Pirmasens             | 1   | 1921-1922                        |
| FC Union Ludwigshafen         | 1   | 1921-1922                        |
| MTV/VfR Pirmasens             | 1   | 1921-1922                        |
| RSV Germania 03 Pfungstadt    | 1   | 1921-1922                        |
| VfR Bürstadt                  | 1   | 1921-1922                        |
| Hertha Mannheim               | 1   | 1921-1922                        |

1907/08 · 1908/09 · 1909/10 · 1910/11 · 1911/12 · 1912/13 · 1913/14 · 1914-1915 · 1915/16 · 1916/17 · 1917/18 · 1918/19 · 1919/20 · 1920/21 · 1921/22 · 1922/23 · 1923/24 · 1924/25 · 1925/26 · 1926/27